# 南美後臀麗魚
南美後臀麗魚，為輻鰭魚綱慈鯛目慈鯛科後臀麗魚亞科後臀麗魚族後臀麗魚屬的其中一種，分布於南美洲Tocantins河與Capim河流域，體長可達20.3公分，棲息在中底層水域，生活習性不明。